# In the Slight
In the Slight es el segundo EP de la banda australiana de rock independiente Spacey Jane, lanzado de forma independiente el 10 de noviembre de 2018. Fue producido por Rob Grant y Dave Parkin, y precedido por dos sencillos, "Cold Feet" y "Keep a Nariz limpia". El EP contó con el apoyo de una gira nacional a partir de marzo de 2019.
Comparado con el sonido garage rock de su EP debut No Way to Treat an Animal (2017), In the Slight incursiona en el indie rock y el folk-pop, con elementos de shoegaze. Este estilo sentó las bases para el sonido de su álbum de estudio debut, Sunlight (2020).

## Antecedentes y lanzamiento
En 2017, Spacey Jane lanzó su EP debut, No Way to Treat an Animal. El 16 de abril de 2018, la banda lanzó un sencillo dual, In the Meantime, con las canciones "Old Enough" y "So You Wanna". En junio de 2018, Spacey Jane actuó en el State of the Art Festival en Australia Occidental.
El sencillo principal, "Cold Feet", se lanzó con una fiesta de lanzamiento en Badlands Bar, Perth, el 13 de agosto de 2018. "Keep a Clean Nose" siguió el 12 de octubre como segundo sencillo, junto con un vídeo musical dirigido por George Foster. La banda celebró una fiesta de lanzamiento del EP en el Hotel Rosemount de Perth el 10 de noviembre, antes de embarcarse en la gira australiana In the Slight en marzo de 2019.
Al igual que con los lanzamientos anteriores de la banda, la portada fue diseñada por la artista Alice Ford. Con respecto al título del EP, Harper explicó que "proviene de emociones e intuiciones que surgen en un momento o segundo, incapaces de volver a experimentarlas completamente".

## Lista de canciones
Todas las canciones escritas y compuestas por Ashton Hardman-Le Cornu, Caleb Harper y Kieran Lama.. 
| N.º | Título              | Productor   | Duración |  |
| 1.  | «Cold Feet»         | Rob Grant   | 4:04     |  |
| 2.  | «Balmy»             | Dave Parkin | 3:09     |  |
| 3.  | «Sawteeth»          | Parkin      | 4:00     |  |
| 4.  | «Keep a Clean Nose» | Grant       | 3:42     |  |
| 5.  | «Neoprene»          | Grant       | 4:12     |  |